# Suprasilvano
El suprasilvano o sursilvano (en romanche: sursilvan) es un dialecto o variante de la lengua romanche. Se habla principalmente en la región Surselva del cantón suizo de los Grisones. Se considera la variante más difundida de esta lengua.
Presenta notables aspectos morfosintácticos que lo diferencian de otras lenguas retorrománicas; el orden de las palabras es radicalmente distinto de los demás dialectos romanches, con una fuerte influencia del idioma alemán, debido a un contacto intenso durante más de un milenio.

## Cultura
El grupo vocal suizo Furbaz canta con frecuencia en esta variedad de romanche, como por ejemplo su versión de "Viver senza tei", canción con la que representaron a Suiza en el Festival de la Canción de Eurovisión 1989; obtuvieron el 13º lugar.